# 표준 순서
표준 순서(標準順序, 영어: normal order) 또는 윅 순서(Wick order)란 여러 개의 생성 연산자와 소멸 연산자의 곱을, 생성 연산자가 소멸 연산자의 왼쪽으로 오도록 정렬하는 과정이다. 윅 정리에 쓰인다. 기호는 {\displaystyle N[\cdots ]} 또는 {\displaystyle :\cdots :}.이다.

## 보손의 표준 순서
표준 순서의 계산은 페르미온인 경우와 보손인 경우가 다르다. 보손의 경우는 더 간단한데, 다음과 같다.
생성 연산자를 {\displaystyle a^{\dagger }}, 소멸 연산자를 {\displaystyle a}로 쓰자. 그렇다면 둘의 곱을 표준 순서화하면 다음과 같다.
{\displaystyle :a^{\dagger }a:=a^{\dagger }a}
{\displaystyle :aa^{\dagger }:=a^{\dagger }a}
둘 이상의 연산자를 곱해도 같은 원리를 따른다. 예를 들어,
{\displaystyle :aa^{\dagger }aaa^{\dagger }a^{\dagger }:=(a^{\dagger })^{3}a^{3}.}
여러 종의 보손이 있을 경우도 마찬가지다. 서로 다른 종의 보존의 생성연산자 (또는 소멸연산자)는 종에 상관없이 교환가능하므로, 종 사이의 순서는 상관없다.

## 페르미온의 표준 순서
페르미온의 경우는 페르미-디랙 통계에 따라, −1의 계수가 생길 수 있어 좀 더 복잡하다. 정의는 다음과 같다.
{\displaystyle :a^{\dagger }a:=a^{\dagger }a}
{\displaystyle :aa^{\dagger }:=-a^{\dagger }a}
둘 이상의 연산자를 곱할 경우, 연산자를 교환한 수 만큼 (즉, 순열의 전반성에 따라) −1을 곱한다.

## 윅 정리
윅 정리는 다음과 같다.
{\displaystyle \phi _{i_{1}}(x_{1})\cdots \phi _{i_{N}}(x_{N})=\sum _{\text{all possible pairs of contractions}}:\phi _{i_{1}}(x_{1})\cdots \phi _{i_{N}}(x_{N}):}
윅 정리는 연산자의 진공 기댓값을 계산하기 위한 간단한 방법을 제공한다.

## 참고
- F. Mandl, G. Shaw, Quantum Field Theory, John Wiley & Sons, 1984.
- S. Weinberg, The Quantum Theory of Fields (Volume I) Cambridge University Press (1995)